# Genetikusok és biokémikusok listája
Ez a lista az ismertebb genetikusok, biokémikusok nevét tartalmazza:

## A
- Jerry Adams
- R. B. Allard
- Michael Ashburner
- A. G. Avery
- Oswald Avery

## B
- E. G. Balbiani
- William Bateson
- E. Baur
- George Beadle
- John Belling
- Paul Berg
- J. D. Bernal (1901-1971), Ír fizikus és krisztallográfus
- Jöns Berzelius
- Theodor Boveri
- Paul D. Boyer
- Sydney Brenner
- Calvin Bridges
- C. B. Bridges

## C
- Christopher Caudwell
- Aravinda Chakravarti
- Jean-Pierre Changeux
- Edwin Chargaff
- Erwin Chargaff
- Martha Chase
- E. J. Conway
- Stanley Cohen
- C. Correns
- Lucien Cuenot

## D
- C. D. Darlington
- Margaret Oakley Dayhoff
- Hugo de Vries
- M. Demerec
- John Doebley
- NT Dubinin
- Drew Weissman

## E
- R. A. Emerson
- B. Ephrussi

## F
- D. S. Falconer
- Ronald Fisher
- Rosalind Franklin
- Douglas J. Futuyma

## G
- Raymond Gesteland
- Mary Jane Gething

## H
- J. B. S. Haldane
- Alfred Day Hershey
- Avram Hersko
- Dorothy Hodgkin
- Frederick G. Hopkins

## J
- François Jacob
- Alec Jeffreys

## K
- H. Kacser
- Karikó Katalin
- Har Gobind Khorana
- Arthur Kornberg
- Hans Adolf Krebs

## L
- Jean-Baptiste Lamarck
- Eric Lander
- Edward B. Lewis
- Richard Lewontin
- Fritz Lipmann
- C. C. Little
- A. M. Lutz
- Trofim Gyenyiszovics Liszenko

## M
- Tom Maniatis
- John Maynard Smith
- Barbara McClintock
- W. McGinnis
- P. Medawar
- Matthew Meselson
- P. Michaelis
- Friedrich Mieschler
- Cesar Milstein
- Thomas Morgan
- Hermann Joseph Muller
- Kary Banks Mullis

## N
- Marshall Warren Nirenberg

## O
- Susumu Ohno

## Ö
- Özlem Türeci

## P
- Linus Pauling
- Max Pertuz
- Max Perutz
- R. C. Punnett

## R
- O. Renner
- M. M. Rhoades
- Richard Roberts

## S
- Joseph Sambrook
- Frederick Sanger
- G. H. Shull
- Tracy M. Sonneborn
- Hans Spemann
- Rudyard Stebbins
- C. Stern
- Nettie Stevens
- A. H. Sturtevant
- James Sumner
- Szent-Györgyi Albert

## U
- Uğur Şahin

## V
- Nikolai Vavilov
- Craig Venter

## W
- C. H. Waddington
- Alfred Russel Wallace
- Samuel Weiss
- A. Weissmann
- Ian Wilmut
- Allan Wilson (1934–1991) új-zélandi
- Øjvind Winge
- Sewall Green Wright